# 11282 Ханакуса
11282 Ханакуса (11282 Hanakusa) — астероїд головного поясу, відкритий 30 жовтня 1989 року.
Тіссеранів параметр щодо Юпітера — 3,483.